# Gunung Sangkilat
Gunung Sangkilat är ett berg i Indonesien.   Det ligger i provinsen Aceh, i den västra delen av landet, 1 700 km nordväst om huvudstaden Jakarta. Toppen på Gunung Sangkilat är 518 meter över havet, eller 168 meter över den omgivande terrängen. Bredden vid basen är 3,0 km.
Terrängen runt Gunung Sangkilat är huvudsakligen kuperad. Runt Gunung Sangkilat är det ganska glesbefolkat, med 47 invånare per kvadratkilometer. I omgivningarna runt Gunung Sangkilat växer i huvudsak städsegrön lövskog.